# 九龍巴士98C線
九龍巴士98C線是香港的一條來往坑口（北）（將軍澳醫院）及美孚的巴士路線。
九龍巴士98E線是98C線的特別班次，來往坑口（北）將軍澳醫院及美孚的巴士路線，不經亞皆老街而改經太子道西／界限街，於星期一至五繁忙時間提供單向服務。
九龍巴士98S線是98C線的特別班次，來往坑口（北）（將軍澳醫院）及美孚，不經翠林邨及康盛花園而改經將軍澳隧道，於星期一至五繁忙時間提供單向服務；98S線由開辦至今，全線以空調巴士服務，未曾派出非空調巴士行走，但在開辦初期曾設有非空調巴士的收費。

## 歷史
- 1993年10月7日：98C線投入服務，只在平日上下午繁忙時間單向服務，假日停開。
  - 坑口（北）開：0720、0735、0750
  - 美孚開：1730、1750、1810
- 1995年10月23日：擴展為平日繁忙時間雙向服務，假日依然停開。
- 1996年11月17日：擴展為每日清晨至午夜均提供服務。
- 2002年8月11日：增設星期一至五繁忙時間途經將軍澳隧道的特別班次，星期六及假日停開。所有常規及特別班次來回程改經坑口站，往坑口方向改經欣景路。當日起加強空調巴士服務，全線剩下兩部普通巴士。
- 2004年2月23日：特別班次編號改為98S，來回程均繞經清水灣半島。
- 2010年9月10日：98S總站由坑口（北）延長至日出康城。
- 2015年12月31日：增設到站時間預報。
- 2016年11月28日：98S總站由日出康城領都遷往康城站，並且修改九龍區其中一段行車路線：來回程在九龍區改經九龍城迴旋處上方之天橋，不再途經九龍城迴旋處地面道路，並取消太子道西「富豪東方酒店」（往美孚方向）及亞皆老街「亞皆老街球場」（來回程）分站。
- 2017年3月11日：98C及98S來回程改停「培成路」巴士站，不再繞經及停靠坑口站公共運輸交匯處。
- 2019年3月2日：98C往坑口(北)方向，加停寶寧路「富寧花園」站。[6]
- 2019年7月14日：98S往康城站方向，加停寶寧路「富寧花園」站。[7]
- 2020年10月2日：98S往康城站方向加停將軍澳隧道巴士轉乘站，並增設八達通轉乘優惠。[8]
- 2021年5月1日：98S往美孚方向加停將軍澳隧道巴士轉乘站，並增設八達通轉乘優惠。[9]
- 2021年8月30日：[10][11]
  - 98C及98S往美孚方向，加停長沙灣道「長荔街」站
  - 98S來回程改經銀澳路，不再途經坑口（北）一帶，取消寶寧路「煜明苑」（來回程）、「明德邨」（往美孚方向）、「重華路」（往美孚方向）、「培成路」（往康城站方向）、寶寧路「富寧花園」（往康城站方向）及坑口（北）巴士總站（往康城站方向）分站，並改停銀澳路巴士站
  - 98S來回方向增加班次至5班
- 2023年7月17日：
  - 98E及298C線開辦，[12][13]但因當日香港天文台發出八號烈風信號，所以延遲至翌日開辦。
  - 98S線來回方向各減至4班但因當日香港天文台發出八號烈風信號，實際改動延遲至翌日[14]。
- 2023年10月24日：98E增加班次至來回程各開兩班，由坑口（北）開出之班次服務時間為07:45及08:05，由美孚開出之班次服務時間為17:45及18:05[15]。
- 2024年11月2日：298C線取消服務（實際取消日期是2024年11月4日）；98S線將改為往返坑口（北）（將軍澳醫院）至美孚，不再途經日出康城及清水灣半島，同時會於早晚繁忙時間各新增一班。[16]

## 服務時間及班次
98C
| 坑口（北）（將軍澳醫院）開 | 坑口（北）（將軍澳醫院）開 | 坑口（北）（將軍澳醫院）開 | 美孚開           | 美孚開      | 美孚開       |
| 日期                       | 服務時間                   | 班次（分鐘）               | 日期             | 服務時間    | 班次（分鐘） |
| -------------------------- | -------------------------- | -------------------------- | ---------------- | ----------- | ------------ |
| 星期一至五                 | 05:15                      | 05:15                      | 星期一至五       | 06:40-13:00 | 20           |
| 星期一至五                 | 05:30-06:30                | 12                         | 星期一至五       | 13:00-16:00 | 15           |
| 星期一至五                 | 06:30-08:00                | 10                         | 星期一至五       | 16:00-18:00 | 12           |
| 星期一至五                 | 08:00-10:00                | 12                         | 星期一至五       | 18:00-19:20 | 10           |
| 星期一至五                 | 10:00-18:00                | 15                         | 星期一至五       | 19:20-23:20 | 12           |
| 星期一至五                 | 18:00-23:20                | 20                         | 星期一至五       | 23:20-00:20 | 15           |
| 星期六                     | 05:15                      | 05:15                      | 星期六           | 06:40-12:00 | 20           |
| 星期六                     | 05:30-06:30                | 12                         | 星期六           | 12:00-13:00 | 15           |
| 星期六                     | 06:30-09:00                | 10                         | 星期六           | 13:00-14:00 | 12           |
| 星期六                     | 09:00-14:00                | 12                         | 星期六           | 14:00-16:00 | 15           |
| 星期六                     | 14:00-18:00                | 15                         | 星期六           | 16:00-23:00 | 12           |
| 星期六                     | 18:00-23:20                | 20                         | 星期六           | 23:00-00:00 | 15           |
|                            |                            |                            | 星期六           | 00:20       |              |
| 星期日及公眾假期           | 05:15-08:00                | 15                         | 星期日及公眾假期 | 06:40-11:00 | 20           |
| 星期日及公眾假期           | 08:00-11:00                | 12                         | 星期日及公眾假期 | 11:00-15:00 | 15           |
| 星期日及公眾假期           | 11:00-12:00                | 10                         | 星期日及公眾假期 | 15:00-17:00 | 12           |
| 星期日及公眾假期           | 12:00-17:00                | 12                         | 星期日及公眾假期 | 17:00-18:00 | 10           |
| 星期日及公眾假期           | 17:00-18:00                | 15                         | 星期日及公眾假期 | 18:00-19:00 | 15           |
| 星期日及公眾假期           | 18:00-23:20                | 20                         | 星期日及公眾假期 | 19:00-20:00 | 12           |
|                            |                            |                            | 星期日及公眾假期 | 20:00-23:00 | 15           |
| 23:00-00:20                | 20                         |                            | 星期日及公眾假期 |             |              |

98E
- 星期一至五：
  - 坑口（北）將軍澳醫院開：07:45、08:05
  - 美孚開：17:45、18:05

98S
- 星期一至五：
  - 坑口（北）將軍澳醫院開：06:50、07:05、07:20、07:35、07:50
  - 美孚開：17:40、17:55、18:10、18:25及18:45

98E及98S線星期六、日及公眾假期不設服務

## 收費
| 路線     | 全程收費 | 分段收費 |
| -------- | -------- | --- |
| 98C／98S | $11.5    | - 坑口（北）往馬游塘村（98C）／寶康公園 (98S)或之前：$5.6 - 采頤花園往美孚：$7.6 - 富豪東方酒店往坑口（北）：$10.9 - 安達臣道（98C/98E）／將軍澳隧道轉車站 (98S)往坑口（北）：$5.6 |
| 98E      | $12.7    | - 坑口（北）往馬游塘村（98C）／寶康公園 (98S)或之前：$5.6 - 采頤花園往美孚：$7.6 - 富豪東方酒店往坑口（北）：$10.9 - 安達臣道（98C/98E）／將軍澳隧道轉車站 (98S)往坑口（北）：$5.6 |

| - 本線設有12歲以下小童及65歲或以上長者半價優惠。 - 65歲或以上香港居民使用「樂悠咭」，以及12歲以下合資格殘疾兒童使用「殘疾人士身份」個人八達通繳付車資，均可享有每程$2.0或半價（以較低者為準）的票價優惠；12至64歲合資格殘疾人士使用「殘疾人士身份」個人八達通（包括「樂悠咭」），以及60至64歲香港居民使用「樂悠咭」繳付車資，均可享有每程$2.0或全費（以較低者為準）的票價優惠。 - 65歲或以上長者如使用長者或一般個人八達通繳付車資，則只可享有半價優惠；12至64歲合資格殘疾人士如不使用「殘疾人士身份」個人八達通，以及60至64歲人士如不使用「樂悠咭」繳付車資，必須繳付全費。 - 乘客可以現金或八達通於上車時付款，不設找續。 - 每位成人乘客可免費攜帶最多兩名4歲以下而不佔座位的兒童乘客乘車，超額之4歲以下小童必須繳付小童車費乘車。 - 持有「九巴月票」之乘客在車票有效期內，每日可享最多10程任何九龍巴士及龍運巴士路線（包括本路線，以及聯營路線的九龍巴士／龍運巴士提供的班次；惟乘搭機場「A」及「NA」線則可享原價二七折優惠（不會計算每天10次合資格車程））；而B1線則每日可享最多各2程（不會計算每天10次合資格車程）。 - 九龍巴士、城巴、龍運巴士及陽光巴士全職員工及家屬（不包括外判職員）可免費乘搭本路線，惟必須拍職員或職員家屬八達通。 - 乘客亦可透過多元化電子支付系統（e度嘟）繳付車資，包括使用非接觸式VISA卡、JCB卡、萬事達卡、銀聯卡、美國運通、大來國際、Discover Card、Apple Pay、Google Pay、Samsung Pay、AlipayHK「易乘碼」、支付寶、WeChatHK／微信支付「搭車碼」、銀聯雲閃付「乘車碼」及BOC Pay「乘車碼」。乘客使用此付款方式，使用此支付方式的乘客可享有中途下車之分段收費，以及與其他九巴／龍運獨營路線或聯營線九巴／龍運班次之轉乘優惠，惟不適用於與非九巴／龍運路線之轉乘優惠，亦不能享有「公共交通費用補貼計劃」及「長者及合資格殘疾人士公共交通票價優惠計劃」。 - 帶粗體字者為雙向分段收費，乘客必須使用八達通（九巴月票除外）上車拍卡繳費，並於下車前後於指定巴士站裝設拍卡機確認八達通，方可享有分段收費優惠。 |

### 八達通轉乘優惠
乘客登上本線後150分鐘內以同一張八達通卡轉乘以下路線，或從以下路線登車後150分鐘內以同一張八達通卡轉乘本線，次程可獲$4.2車資折扣優惠：
98C/S←→91M、213B/M/S、296M、298(E/F)
- 98C/S往將軍澳 → 91M往鑽石山站、213B往觀塘、213M/S往藍田站、296M往康盛花園或298(E/F)往百勝角或將軍澳工業邨
- 91M往寶林、213B/M/S往安達／安泰、296M或298(E/F)往坑口站 → 98C/S往美孚

### 將軍澳隧道轉乘優惠
以上轉乘優惠只適用於98S及298C線

### 收費爭議
有說法指九巴故意把本線西九龍總站定在美孚，從而提高全程收費。本線客源主要集中在長沙灣工業區、深水埗及旺角，美孚以住宅區為主，真正需要直達將軍澳路線的美孚居民並不多，利用其他路線或港鐵亦足以應付需求，路線以美孚作總站，只是因為當時西九龍一帶只有美孚總站有空置月台。此舉令本線全程行車里數達23.5公里，剛好超過「最高准許收費」的23公里界線。

## 用車演變史
此路線開辦初期，用車以丹尼士喝采（N）兩軸雙層巴士為主。1995年改為全日服務後加入三軸巴士行走，主要為利蘭奧林比安12米（3BL）。1996年加入空調巴士行走時，用車以利蘭奧林比安11米（AL）及丹尼士巨龍11米（AD）為主。踏入廿一世紀加入低地台服務，用車以丹尼士三叉戟12米（ATR）及富豪超級奧林比安12米（3ASV）為主。2002年，屬本線之非空調巴士掛牌車只剩下一輛時曾獲安排第一批配置康明斯引擎的丹尼士巨龍11米（S3N55 / DM9623）行走本線，與當時在平日下午來自93A線及93K線的非空調巴士支援本線時一併行走，這致使另外兩輛第一批配置康明斯引擎的丹尼士巨龍11米（S3N52 / DM8906、S3N54 / DM9588)與配置康明斯引擎的都城嘉慕11米（S3M）均有機會因應月份輪流在本線平日傍晚繁忙時間個別編定使用非空調巴士的班次出現；2004年改為全空調服務後，非低地台用車改為丹尼士巨龍12米（3AD）。
此路線於2006年尾加入直梯巴士行走，當中以富豪B9TL 12米（AVBE）為主。在2011年5月25日至2013年1月5日期間更加入一輛配置歐盟五型引擎的同款巴士（AVBWU97／PV9753）行走。2013年九龍灣廠終獲發首批Enviro500 MMC 12米（ATENU），該批車中大部份車輛上掛此路線以取代餘下的丹尼士巨龍（3AD），全線正式低地台化，其後更大量引入同款巴士，直至同年12月10日起更全線使用此車款。2018年5月起，此路線四度加入共13部披上「城市脈搏」塗裝的Enviro500 MMC 12米（ATENU）以取代大部份原有掛牌。

## 使用車輛
本線現時使用11輛亞歷山大丹尼士Enviro 500 MMC 12米（ATENU）及6輛富豪B8L 12米（V6B）雙層空調巴士行走，均屬將軍澳車廠。
| 車隊編號  | 車牌   |
| --------- | ------ |
| ATENU1207 | UR4036 |
| ATENU1234 | UU3314 |
| ATENU1292 | VD8812 |
| ATENU1298 | VE1292 |
| ATENU1474 | VM6998 |
| ATENU1487 | VN162  |
| ATENU1511 | VP8397 |
| ATENU1548 | VR3909 |
| ATENU1557 | VR6469 |
| ATENU1560 | VR5076 |
| ATENU1564 | VR6360 |
| ATENU1589 | VS3629 |
| ATENU1604 | VS6354 |
| V6B66     | WF6099 |
| V6B67     | WF6380 |
| V6B97     | WG8432 |
| V6B98     | WG9783 |
| V6B133    | WM3881 |
| V6B139    | WM9053 |

## 行車路線
98C/98E
坑口（北）開經：寶寧路、迴旋處、寶寧路、常寧路、重華路、培成路、常寧路、寶寧路、寶琳北路、寶琳路、秀茂坪道、將軍澳道、觀塘繞道、太子道東、太子道西、亞皆老街、彌敦道、長沙灣道及荔枝角道。
98E依98C原線駛至太子道西後，改經砵蘭街、汝州街、欽州街，然後返回長沙灣道98C原線，而不經斜體字之路段。
美孚開經：長沙灣道、彌敦道、旺角道、洗衣街、亞皆老街、太子道西、太子道東、觀塘繞道、將軍澳道、秀茂坪道、寶琳路、寶琳北路、寶豐路、欣景路、佳景路、寶琳北路、寶寧路、常寧路、重華路、培成路、常寧路及寶寧路。
98E依98C原線駛至長沙灣道後，改經天橋、界限街，然後返回太子道西98C原線，而不經斜體字之路段。
98C線之具體停站請參考資訊框
98E線之具體停站請參考資訊框
98S
坑口（北）開經：寶寧路、昭信路、銀澳路、培成路、常寧路、寶寧路、寶琳北路、寶豐路、寶康路'、將軍澳隧道公路、將軍澳隧道、將軍澳道、觀塘繞道、太子道東、九龍城天橋、亞皆老街、彌敦道、長沙灣道及荔枝角道。
美孚開經：長沙灣道、彌敦道、旺角道、洗衣街、亞皆老街、九龍城天橋、太子道東、觀塘繞道、將軍澳道、將軍澳隧道、將軍澳隧道公路、寶順路、寶康路、寶豐路、欣景路、佳景路、寶琳北路、寶寧路、常寧路、重華路、培成路、常寧路及寶寧路。
98S線之具體停站請參考資訊框

## 使用狀況
開辦初期，本線因能夠深入九龍心臟地帶旺角，加上競爭甚少，本線客量客似雲來，繁忙時間更密至3分鐘1班。在地鐵（今港鐵）將軍澳綫通車後，本線雖然流失了不少寶林及坑口的乘客，但因途經翠林及康盛花園，加上缺乏其他特快來往旺角的線路(因途經觀塘繞道)，故仍是將軍澳北出九龍的主要對外交通工具。為方便寶林及坑口的乘客，九巴開辦途經將軍澳隧道和將藍隧道的特別班次分流乘客。
對於秀茂坪的乘客而言，前往旺角的1A及13D線須途經秀茂坪及觀塘市中心，而本線在市區行經觀塘繞道定線直接，故深受秀茂坪一帶的居民歡迎。
在214線開辦後，本線不再是唯一往返秀茂坪及長沙灣的路線，而該線車費便宜得多且速度與本線相若，本線無疑流失了部份秀茂坪的客源，惟秀茂坪仍然是本線的客倉，加上取道較直接的太子道東及人流較多的長沙灣道，故本線客量仍有一定支持。本線早上繁忙時間前往長沙灣方向及傍晚前往坑口北方向的客量，一直維持在高水平，更時常頂閘。
九巴把本路線於西九龍總站定在美孚，是因為本線開辦時，西九龍區僅有美孚仍有空間安置新路線，因此令全程行車里數達23.5公里，剛好超過「最高准許收費」的23公里界線，可以收取高一級之全程車費。

## 外部連結
- 香港巴士大典上的相关条目：九巴98C線
- 香港巴士大典上的相关条目：九巴98E線
- 香港巴士大典上的相关条目：九巴98S線

九巴
- 九龍巴士98C線 （页面存档备份，存于）
- 九龍巴士98S線 （页面存档备份，存于）
- http://www.681busterminal.com/98c.html （页面存档备份，存于）
- http://www.681busterminal.com/98s.html （页面存档备份，存于）
- 九巴新聞稿－九巴98S線服務延長至日出康城